# Avluburun, Kartepe
Havluburun là một xã thuộc huyện Kartepe, tỉnh Kocaeli, Thổ Nhĩ Kỳ. Dân số thời điểm năm 2010 là 1.267 người.